# HTTP Strict Transport Security
HTTP Strict Transport Security (kurz HSTS) ist ein Sicherheitsmechanismus für HTTPS-Verbindungen, der sowohl vor Aushebelung der Verbindungsverschlüsselung durch einen Downgrade-Angriff als auch vor Session Hijacking schützen soll. Hierzu kann ein Server mittels des HTTP response header Strict-Transport-Security dem Browser des Anwenders mitteilen, in Zukunft für eine definierte Zeit (max-age) ausschließlich verschlüsselte Verbindungen für diese Domain zu nutzen. Optional lässt sich dieses über den Parameter includeSubDomains auf alle Subdomains ausweiten, also nicht nur auf https://example.org, sondern auch auf https://subdomain.example.org.
Ein grundsätzliches Problem des Standards ist, dass beim Erstaufruf einer Domain zunächst ein Request vom Client zum Server abgeschickt werden muss, um zu prüfen, ob dieser Verschlüsselung fordert. Bei dieser initialen Abfrage könnte ein Angreifer ansetzen, bevor die zukünftige Kommunikation zu der aufgerufenen Domain verschlüsselt wird. Um diesem Problem entgegenzuwirken, wird eine von Google Chrome betreute und den anderen großen Webbrowsern genutzte HSTS preload list gepflegt. Steht eine Domain auf dieser Liste, überspringt der Browser die Erstanfrage und verschlüsselt sämtliche Kommunikation sofort. Die Eintragung zusätzlicher Domains ist kostenlos möglich.

## Geschichte
Der Standard wurde 2012 von der IETF als RFC 6797 veröffentlicht und wird unter anderem von den jüngsten Versionen der gängigen Webbrowser unterstützt. Anlass für die Entwicklung waren von Moxie Marlinspike 2009 demonstrierte Attacken auf verschlüsselte Verbindungen durch Man-in-the-Middle-Angriffe, die sich bereits vor Zustandekommen einer verschlüsselten Verbindung dazwischen schalten.

## Funktionsweise
Um HSTS anzuwenden, müssen sich sowohl der Server als auch die Browser der Anwender entsprechend der Vorgabe verhalten.

### Server
Der Server versendet bei HTTPS-Verbindungen einen zusätzlichen Header mit der Information, dass die angeforderte Seite in der Zukunft nur über eine verschlüsselte Verbindung verfügbar ist. Dieser Header muss dann vom Browser des Anwenders entsprechend interpretiert werden. Der Header ist Strict-Transport-Security. Außerdem wird angegeben, wie lange die Seite in Zukunft verschlüsselt erreichbar sein wird. Diese Zeitspanne wird in Sekunden angegeben. So weist der Header
Strict-Transport-Security: max-age=31536000
den Browser des Anwenders an, für die Dauer eines Jahres nur verschlüsselte Verbindungen zu dieser Seite aufzubauen.

### Browser
Wenn ein Browser einen HSTS-Header erhält, muss er sich für alle zukünftigen Verbindungen zu dieser Domain bis zum Ablauf der angegebenen Gültigkeit folgendermaßen verhalten:
- Alle unverschlüsselten Links zu dieser Seite werden automatisch in verschlüsselte umgewandelt: http://example.org/bild.jpg wird zu https://example.org/bild.jpg
- Wenn die Sicherheit der Verbindung nicht gewährleistet werden kann, z. B. wenn dem Zertifikat des Servers nicht getraut werden kann, wird eine Fehlermeldung angezeigt und die Verbindung abgebrochen. Der Nutzer hat dann keine Möglichkeit mehr, die Seite mit dem Browser aufzurufen.

Wird ein HSTS-Header über eine unverschlüsselte Verbindung übertragen oder ist das Zertifikat der Verbindung nicht gültig, muss der Browser diesen ignorieren.

## Browser-Unterstützung
Folgende Browser unterstützen seit der angegebenen Versionsnummer den HSTS-Standard (in Reihenfolge der Erstveröffentlichung):
- Chromium und Google Chrome seit Version 4 – veröffentlicht: 25. Januar 2010
- Firefox seit Version 4 – veröffentlicht: 22. März 2011[8]
- Opera seit Version 12 – veröffentlicht: 14. Juni 2012[9]
- Safari seit Version 7 auf OS X Mavericks – veröffentlicht: 22. Oktober 2013
- Internet Explorer 11 auf Windows 8.1 und Windows 7 mit dem Update-Paket KB3058515 – veröffentlicht: 9. Juli 2015[10]
- Microsoft Edge seit Version 12 auf Windows 10 – veröffentlicht: 28. Juli 2015

## Kritik
Die Speicherung der HSTS-Informationen durch den Client lässt sich für ein Tracking von Benutzern ausnutzen. Besonders kritisch wurde in diesem Zusammenhang diskutiert, dass Google Chrome die HSTS-Informationen auch in den für besonderen Datenschutz ausgelegten Inkognito-Modus übernahm. Stand 2018 war das Problem für gängige Browser nicht mehr gegeben.

## Verwandte Protokolle
Was HSTS für HTTP(S)-Verbindungen leistet, soll MTA-STS (SMTP MTA Strict Transport Security) für Mailserver bzw. SMTP bieten.